# Micropsectra intrudens
Micropsectra intrudens är en tvåvingeart som först beskrevs av Walker 1856.  Micropsectra intrudens ingår i släktet Micropsectra och familjen fjädermyggor. Inga underarter finns listade i Catalogue of Life.